# Richard Abegg
Richard Abegg, född 9 januari 1869 i Danzig, död 3 april 1910 i en luftballongsolycka i Tessin, numera Cieszyn vid Koszalin, var en tysk kemist, bror till Waldemar och Wilhelm Abegg. År 1904 uppställde han en enkel elektronteori för kemisk valens, utifrån regeln att summan av ett elements maximala positiva och negativa valens är åtta. 
Abegg promoverades 1891 till filosofie doktor i Berlin för en hos August Wilhelm von Hofmann utarbetad avhandling. Därefter ägnade sig han främst åt den då starkt uppblomstrande fysikaliska kemin och arbetade hos Svante Arrhenius i Stockholm och hos Walther Nernst i Göttingen, där han 1894 blev assistent och docent. År 1899 blev han docent i Breslau och sökte 1901 den efter Peter Waage lediga kemiprofessuren vid Kristiania universitet, men antog samma år en extra ordinarie professur vid universitetet i Breslau, där han 1909 blev ordinarie professor vid tekniska högskolan. År 1900 invaldes han som ledamot i Leopoldina.
Abegg utarbetade 1900-1905 dels med kemisten Guido Bodländer, dels ensam en valensteori, i vilken han i likhet med många andra kemister skiljer mellan huvudvalenser och bivalenser och i vilken han för övrigt i viss mån återupptar Jöns Jacob Berzelius åsikter (Versuch einer Theorie der Valenz und der Molekularverbindungen, Videnskabsselskabets i Kristiania skrifter, 1902). Mest känd blev Abegg genom utgivningen av sin stora Handbuch der anorganischen Chemie (från 1905, sedermera fortsatt av Friedrich Auerbach), i vilken målet var att ej endast registrera de kemiska fakta, utan även ange deras teoretiska samband. Abegg författade även en del mycket goda undervisningsböcker, bland annat (tillsammans med Otto Sackur) Physikalisch-chemische Rechenaufgaben (i "Sammlung Göschen").